# Tirzepatid
| Tirzepatid |               |
| \| \| \| |               |
| Kémiai azonosítók                                                                                               |               |
| PubChem | 156588324     |
| ChemSpider | 76714503      |
| DrugBank | DB15171       |
| UNII | OYN3CCI6QE    |
| ChEMBL | CHEMBL4297839 |
| Ha másként nem jelöljük, az adatok az anyag standardállapotára (100 kPa) és 25 °C-os hőmérsékletre vonatkoznak. |               |
| |               |

A tirzepatid egy antidiabetikus gyógyszer, amelyet a 2-es típusú cukorbetegség kezelésére és fogyás céljára használnak. A tirzepatidot szubkután injekciókkal (bőr alá) adják be. Az Egyesült Államokban Mounjaro márkanéven értékesítik cukorbetegség kezelésére és Zepbound márkanéven fogyás és obstruktív alvási apnoe kezelésére.
A tirzepatid gyomorgátló polipeptid (GIP) analóg és GLP-1 receptor agonista. A leggyakoribb mellékhatások közé tartozik a hányinger, hányás, hasmenés, csökkent étvágy, székrekedés, kellemetlen érzés a felső hasban és a hasi fájdalom.
Az Eli Lilly and Company által kifejlesztett tirzepatidot 2022 májusában engedélyezték a cukorbetegség kezelésére az Egyesült Államokban, az Európai Unióban 2022 szeptemberében, Kanadában 2022 novemberében és Ausztráliában 2022 decemberében.[ Az Egyesült Államok Élelmiszer- és Gyógyszerügyi Hatósága (FDA) az első osztályú gyógyszernek tartja. Az FDA 2023 novemberében hagyta jóvá fogyás céljából. Szintén 2023 novemberében az Egyesült Királyság Gyógyszer- és Egészségügyi Termékszabályozási Ügynöksége felülvizsgálta a tirzepatid (Mounjaro néven) javallatát, hogy belefoglalja a súlykontroll és a fogyás kezelését. 2024 decemberében az FDA felülvizsgálta a tirzepatid (Zepbound néven) javallatát, hogy belefoglalja a közepesen súlyos vagy súlyos obstruktív alvási apnoe kezelését.